# Sango
Pour les articles homonymes, voir Sango (homonymie).
 (novembre 2015).
Si vous disposez d'ouvrages ou d'articles de référence ou si vous connaissez des sites web de qualité traitant du thème abordé ici, merci de compléter l'article en donnant les références utiles à sa vérifiabilité et en les liant à la section « Notes et références ».
Le sango ou sängö (autonyme : sanngo) est la langue véhiculaire, nationale et officielle de la République centrafricaine qui est également parlée au nord de la république démocratique du Congo.

## Répartition géographique
Le sango (écrit sangho dans les publications coloniales aujourd'hui désuet) est la principale langue parlée en République centrafricaine. Le nombre de locuteurs s'élève à environ 5 millions.

## Classification
À l'origine utilisée par les opérateurs fluviaux, c'est une langue véhiculaire sur la base du parler Dendi, membre du groupe ngbandi (Kperux et San Youan 1945) qui a pris le nom sango au contact des Sango appartenant au même groupe ngbandi (y compris les Ngbandi et Yakoma).  Avec l'occupation du pays par la France, de nombreux mots français sont entrés dans la langue.  Certains linguistes, à la suite de William J. Samarin, la classent comme un créole ngbandi à base d'autres langues. Toutefois d'autres linguistes, comme Marcel Diki-Kidiri ou H. Charles Morrill, rejettent cette classification et démontrent que les changements dans les structures sango (internes et externes) peuvent être expliqués sans créolisation,.
Une étude de Taber (1964) indique que certains des 490 mots sango représentent environ 90 % des conversations usuelles de l'époque de son étude. Cependant, alors que les mots empruntés au français sont moins utilisés et représentent la majorité du vocabulaire en particulier dans le discours des intellectuels. La situation pourrait être comparée à l'anglais, où la plus grande partie du vocabulaire, en particulier les mots « appris », est dérivée du latin, du grec et français, mais le vocabulaire de base reste germanique. Toutefois, des études plus récentes suggèrent que ce résultat est spécifique à un sociolecte : la prétendue variété « fonctionnaire ». Le travail de Morrill, achevé en 1997, a révélé qu'il y a sociologiquement trois normes distinctes émergentes en sango : une variété urbaine « radio » qui est la mieux classée par 80 % de ses interlocuteurs et a le moins de mots d'emprunt français, une variété « pasteur » qui est marquée de 60 %, et une variété « fonctionnaire » parlée par des gens qui utilisent le plus les emprunts à la langue française, qui a un score de 40 %.[réf. nécessaire]

## Histoire
Lors de la bataille de Bir-Hakeim (mai et juin 1942), les troupes de la France libre étaient des troupes « coloniales », avec notamment de nombreux africains, dont certains de l'« Oubangui-Chari » (l'actuelle République centrafricaine). Aussi, pour crypter leurs message afin qu'ils ne soient pas compris des Allemands, les troupes utilisaient le sango.

## Musique
Plusieurs artistes centrafricains chantent exclusivement en sango, par exemple Princess Leoni Kangala, Prospère Mayele,  Dr. Wesh ou encore Jude Bondèze.

## Sur Internet
Le sango est ajouté au service de traduction automatique de Google, Google Traduction en juillet 2024, aux côtés de 110 autres langues,,,.